# اوله لیکوف
اوله لیکوف (اوکراینی: Ликов Олег Вікторович؛ زادهٔ ۱ اوت ۱۹۷۳) قایقران روئینگ اهل اوکراین است. او از برندگان مدال‌های بازی‌های المپیک تابستانی ۲۰۰۴ و همچنین از قایقرانان روئینگ بازی‌های المپیک تابستانی ۱۹۹۶، ۲۰۰۰، ۲۰۰۸ و ۲۰۱۲ بوده‌است.